# 多田道太郎
多田 道太郎（ただ みちたろう、1924年12月2日 - 2007年12月2日）は、日本のフランス文学者・評論家。京都大学名誉教授。

## 経歴
出生から修学期
1924年、京都府京都市で生まれた。京都大学文学部文学科に入学し、フランス語学フランス文学専攻で学び、1949年3月に卒業。
フランス文学研究者として
同1949年12月、京都大学人文科学研究所助手に採用された。1957年に同研究所講師、1965年8月に同研究所助教授に昇進。1976年6月には同研究所教授となり、西洋思想研究部門に所属した。1976年には、桑原武夫、鶴見俊輔、井上俊、津金沢聡広らと「現代風俗研究会」を創設し、のちに第2代会長を務めた（初代会長は桑原）。1988年3月に京都大学を定年退官し、名誉教授となった。
その後は同年4月より明治学院大学国際学部教授となり、教鞭をとった。1990年10月、武庫川女子大学生活美学研究所所長に就任。1999年4月からは、神戸山手大学環境文化研究所所長をつとめた（2003年3月まで）。2007年12月2日、肺炎にて死去。83歳没。生没同日であった。

## 受賞・栄典
- 1978年：『クラウン仏和辞典』（多田道太郎ほか編）で毎日出版文化賞（企画部門）を受賞。
- 1997年：京都市文化功労者。
- 1998年：『変身 放火論』で伊藤整文学賞（評論部門）を受賞。

## 研究内容・業績
- 京都大学人文科学研究所で同僚であった桑原武夫との共同研究で中心的役割を果たした。仏文学から美学、社会学などを幅広く論じ、日常の雑事からの日本人論にも定評がある。代表的な著書に『しぐさの日本文化』(1972年)、『変身放火論』(1998年)などがある。
- フランス文学では特にボードレールを専門としたが、そのほかにカイヨワの「遊び」論に関心が深く、大衆文化、関西文化、日本人論に関する数多くの評論を書いた。
- 京都大学人文科学研究所ではボードレールに関する共同研究班のリーダーを務め、西川長夫らと研究活動を行った[2]。
- 主要著作は『多田道太郎著作集』（全6巻）にまとめられている

## 家族・親族
- 娘：多田謡子（1957年3月8日 - 1986年12月18日）は人権派弁護士。一人娘。
- 甥：田附裕樹は世界のタズヤンことがいる。

一家は香里団地に開発当時から長年にわたって居住し、有志による「香里ヶ丘文化会議」のメンバーであった。多田宅には1966年にサルトルとボーヴォワールが来日した際、来訪したことがある。

## 著作
著書
- 『複製芸術論』勁草書房 1962
  - 文庫化 講談社学術文庫
- 『管理社会の影 複数の思想』読売新聞社 1971
- 『しぐさの日本文化』筑摩書房 1972
  - 文庫化 講談社学術文庫 2014
- 『遊びと日本人』筑摩書房 1974
  - 文庫化 講談社学術文庫
- 『物くさ太郎の空想力』冬樹社 1978
- 『風俗学 路上の思考』筑摩書房 1978
  - 文庫化 ちくま文庫
- 『日本語の作法』潮出版社 1979
  - 文庫化 朝日文庫
- 『自分学』朝日出版社 1979
  - 改題文庫化『あまのじゃく日本風俗学』PHP文庫
- 『ことわざの風景』講談社） 1980
- 『文章術』潮出版社 1981
  - 文庫化 朝日文庫
- 『本棚の風景』潮出版社） 1981
- 『身辺の日本文化：日本人のものの見方と美意識』講談社 1981
- 『ことばと響き 対談集』筑摩書房 1982
- 『おひるね歳時記』筑摩書房 1993
- 『変身放火論』講談社 1998
- 『新選俳句歳時記』潮ライブラリー 1999
- 『からだの日本文化』潮出版社 2002
- 『多田道太郎句集』芸林書房 2002
- 『転々私小説論』講談社文芸文庫 2012

著作集
- 『多田道太郎著作集』(全6巻) 筑摩書房 1994

### 共編著
- 『マンガの主人公』作田啓一・津金沢聡広共著、至誠堂新書 1965
- 『日本の美学』安田武共編、風濤社 1970
- 『大衆文学の可能性』尾崎秀樹共著、河出書房新社 1971
- 『動詞人間学』作田啓一共著、講談社現代新書 1975
- 『南アメリカ紀行：街角の文明考』上田篤共著、サンケイ出版 1976
- 『暮らしを考える』橋本峰雄共編、ぎょうせい 1977
- 『クラウン仏和辞典』三省堂 1978
- 『日本語と日本文化』共著、朝日新聞社 1978
- 『日本の美学』安田武共編著、ぺりかん社 1978
- 『「いき」の構造』を読む』安田武対談、朝日選書 1979
- 『食の文化』共著、講談社 1980
- 『関西 谷崎潤一郎にそって』安田武共著、筑摩書房 1981
- 『空間の原型』上田篤・中岡康介共編、筑摩書房 1983
- 『ボードレール「悪の花」註釈』京都大学人文科学研究所 1986
  - 再版 平凡社 1988
- 『変貌する日本人』鶴見俊輔共著、三省堂 1986
- 『流行の風俗学』編、世界思想社 1987
- 『日本語グラフィティ：ことばの考現学』谷川俊太郎共著、河出書房新社 1987
- 『ボードレール：詩の冥府』京都大学人文科学研究所、筑摩書房 1988
- 『阪神観「間」の文化快楽』共編著、東方出版 1993
- 『人の心と自然環境』カタログハウス 1998
- 『環境文化を学ぶ人のために』世界思想社 2000
- 『立ち話風哲学問答』加藤典洋・鷲田清一共著、朝日新聞社 2000
- 『時代小説の愉しみ』小沢信男・原章二共著、平凡社新書 2001

### 訳書
- 『死の都ブリュージュ』ジョルジュ・ロダンバツク著、黒田憲治共訳、思索社 1949
- 『美学入門』アンリ・ルフェーブル著、理論社 1955
- 『フランス革命史』(世界の名著 37) ジュール・ミシュレ著、桑原武夫・樋口謹一共訳、中央公論社 1968
  - 文庫化 中公文庫
- 『遊びと人間』ロジェ・カイヨワ著、塚崎幹夫共訳、講談社 1971
  - 文庫化 講談社学術文庫
- 『みっともない人体』バーナード・ルドフスキー著、加藤秀俊共訳、鹿島出版会 1979
- 『ジェスチュア：シグサの西洋文化』デズモンド・モリス著、奥野卓司共訳、日本ブリタニカ 1981
  - 文庫化 ちくま学芸文庫